# Amina Khatun
Amina Khatun, död efter 1117, var regent i Aleppo under år 1117.   Hon var de facto regent som förmyndare för sin bror, Sulṭān Shāh.